# 莉娅·菲诺基亚罗
莉娅·艾米勒·菲诺基亚罗（英语：Lia Emele Finocchiaro，1984年9月20日— ），澳大利亚北领地政治人物，为乡村自由党籍，现任北领地首席部长及乡村自由党党首。